# Cerkiew Podwyższenia Krzyża Pańskiego w Berezie
Cerkiew Podwyższenia Krzyża Pańskiego – prawosławna cerkiew parafialna w Berezie na Białorusi, w dekanacie kobryńskim eparchii brzeskiej i kobryńskiej Egzarchatu Białoruskiego Patriarchatu Moskiewskiego.

## Historia
Świątynię zbudowano w 1864 r.

## Architektura
Cerkiew wzniesiona została w stylu bizantyjsko-rosyjskim z elementami klasycyzmu, z drewna pomalowanego na niebiesko, orientowana, na planie krzyża. Na elewacji świątyni występują drewniane zdobienia. Przed wejściem do świątyni znajduje się ganek podparty sześcioma słupami, dach ganku – dwuspadowy. Dzwonnica-wieża składa się z 3 części: (dolna 4-boczna, jest jednocześnie przedsionkiem, dach – dwuspadowy, środkowa 4-boczna, górna 8-boczna, zwieńczona cebulastą kopułą). Między dzwonnicą-wieżą a nawą główną znajduje się łącznik z dwuspadowym dachem. Nawa główna została zbudowana na planie kwadratu, nad nią widnieje 8-boczny bęben z kopułą. Cerkiew ma dwa skrzydła (nawy boczne), do których można wejść drzwiami bocznymi; skrzydła tak samo jak łącznik i ganek mają dwuspadowy dach, oprócz tego mają po 4 pilastry. Prezbiterium w formie 5-bocznej apsydy wraz z jedną kopułą osadzoną na pięciospadowym dachu. Do apsydy przylegają dwie dobudówki.

## Wnętrze
We wnętrzu znajduje się 2-rzędowy, drewniany ikonostas.

## Galeria

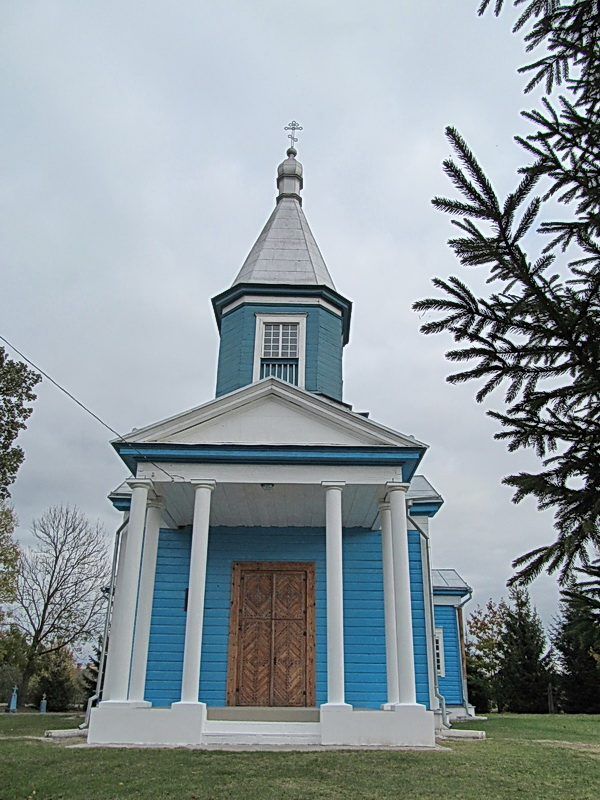
Fasada
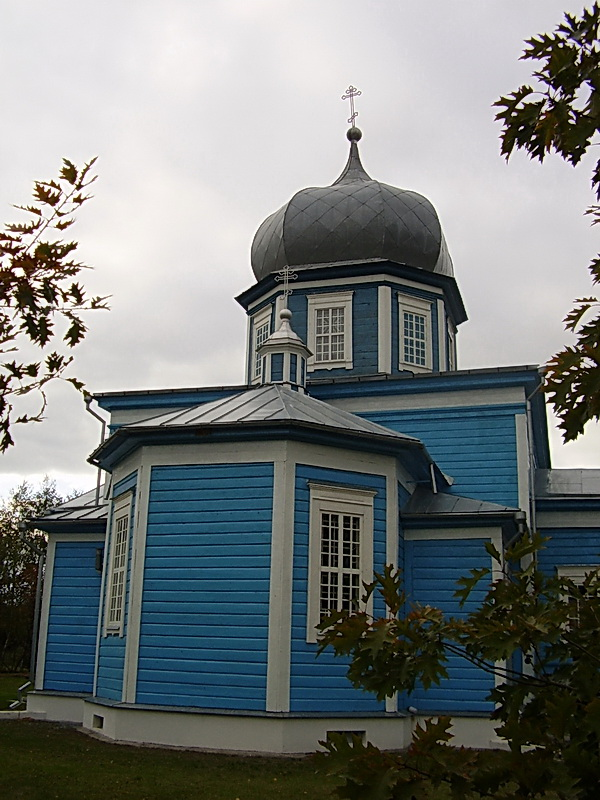
Apsyda
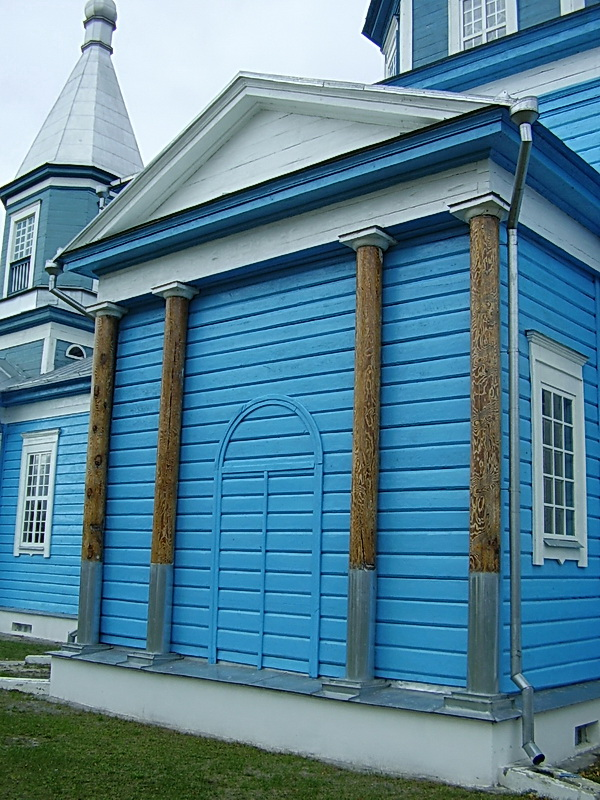
Wejście boczne
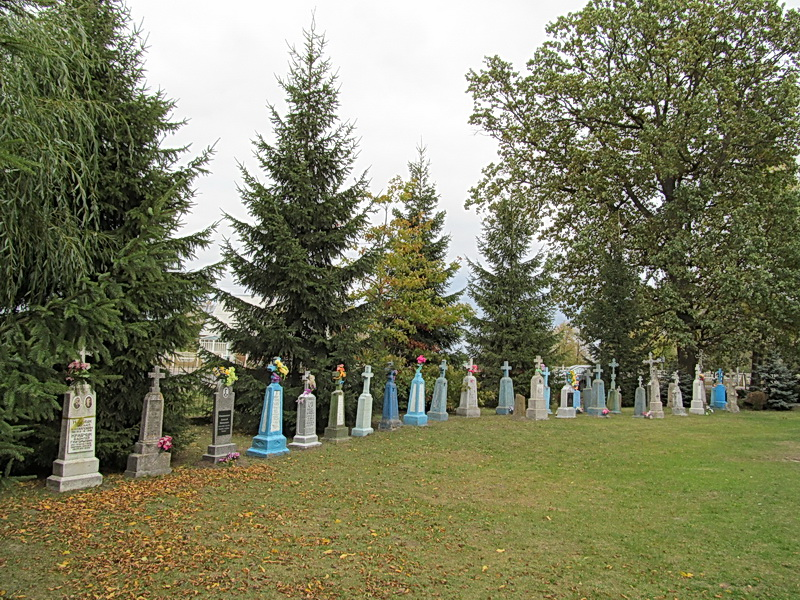
Stary cmentarz przycerkiewny